# شهرستان ویک (کارولینای شمالی)
شهرستان ویک، کارولینای شمالی (به انگلیسی: Wake County) یک سکونتگاه مسکونی در ایالات متحده آمریکا است که در کارولینای شمالی واقع شده‌است.

## خصوصیات
شهرستان ویک ۲٬۲۱۹٫۶۳ کیلومترمربع مساحت دارد.